# Saint-Ulphace
Saint-Ulphace – miejscowość i gmina we Francji, w regionie Kraj Loary, w departamencie Sarthe.
Według danych na rok 1990 gminę zamieszkiwało 185 osób, a gęstość zaludnienia wynosiła 12 osób/km² (wśród 1504 gmin Kraju Loary Saint-Ulphace plasuje się na 1066. miejscu pod względem liczby ludności, natomiast pod względem powierzchni na miejscu 759.).